# Marquefave
Marquefave (em occitano:  Marcahava) é uma comuna francesa na região administrativa da Occitânia, no departamento do Alto Garona. Estende-se por uma área de 18.92 km², com 953 habitantes, segundo o censo de 2018, com uma densidade de 50 hab/km².